# 정 도공
정 도공(鄭悼公, ? ~ 기원전 585년, 재위 기원전 586년 ~ 기원전 585년)은 중국 춘추 시대 정나라의 임금이다. 휘는 비(㵒, 費)다.

## 사적
아버지 양공이 양공 18년(기원전 587년) 3월에 임신일에 죽자 그 뒤를 이어 정백이 되었다.
양공 18년(기원전 587년) 11월, 허를 쳐 그 땅을 빼앗자, 진나라가 난서를 중군장으로 삼아 허나라를 구원하고 정나라의 범(泛) · 채(祭) 두 고을을 빼앗았다. 초나라에서는 자반을 보내 정나라를 구원했고, 도공과 당시 허나라 임금 영공은 자반 앞에서 서로 소송했으나 자반은 판결하지 못했다. 도공 원년(기원전 586년), 허 영공이 초나라에 정나라를 고소했고, 정 도공도 초나라에 사람을 보내 항의했으나 정나라의 송사가 꿀려 결국 정나라 대표가 초나라에 사로잡혔다. 이에 정 도공은 초나라를 섬기는 것을 그만두고 진나라와 동맹을 맺었다.
정 도공 2년(기원전 585년), 도공이 죽고 아우 곤이 뒤를 이으니, 곧 정 성공이다.